# Grace M. Bolen
Pour les articles homonymes, voir Bolen.
Grace Marie Bolen était une pianiste et compositrice de ragtime. Née en 1884 à Kansas City dans le Missouri, on ne lui connait que quatre compositions, dont le rag "Smoky Topaz" de 1901 (présenté en tant que "March & Two-Step"). Bolen décéda en 1974, à l'âge de 89 ans au Texas.

## Liste des œuvres
1898
- The Fair - March and Two Step

1899
- The Black Diamond
- From Sea to Sea - March

1901
- Smoky Topaz - March & Two Step